# 迪馬達·馬基夫
迪馬達·伊雲洛夫·馬基夫（Dimitar Ivanov Makriev，1984年1月7日—），生於保加利亞戈采代爾切夫，保加利亞足球運動員，司職前鋒，前保加利亞國家隊成員及前意甲勁旅國際米蘭球員，現時效力塞浦路斯甲組足球聯賽球會薩拉米斯。

## 球會生涯
迪馬達生於保加利亞戈采代爾切夫，於2002年加盟國際米蘭3年但期間從未替球隊上陣，接連三季分別被外借至兩支瑞士和一支波蘭球隊，其後轉戰法乙但表現仍無起色，其事業要到效力斯洛文尼亞球隊馬里博爾才算起飛，兩季內在聯賽上陣48場取得23個入球，及後他在以色列頂級聯賽落腳四季，其後輾轉加盟俄超和烏超球隊後又重返以色列，於2013/14球季效力保加利亞球隊索菲亞利夫斯基上陣26場入7球，於2014年8月加盟南華，首場代表南華以1–1賽和和富大埔的聯賽即取得入球，直到2014年10月11日由於迪馬達未能適應香港場地及氣候引致影響比賽表現，經南華雙方友好協商下同意解約，於2015年轉投匈牙利足球丙級聯賽球會佩奇。

## 外部連結
- 香港足球總會網頁球員註冊資料